# 魅力克利夫蘭
《魅力克利夫蘭》，也有译燃情克利夫兰（英語：Hot in Cleveland），為一部美國情境喜劇，在美國TV Land電視台上播出。由四位熟女演員凡萊麗·柏帝內，珍·李維斯，溫蒂·馬立克和貝蒂·懷特主演。這部影集同時也是TV Land電視台自製的第一部影集，於2010年7月16日首播(美國)。並且創下TV Land電視台開台十四年來的最高收視(有線電視當中)。本劇於2010年度訂購十集。 在2010年7月7日，TV Land電視台宣布本劇已續訂第二季，並且預定在2010年11月1日開始製作20集，並於2011年1月19日上映。 在2011年2月28日TV Land電視台宣布續訂第三季22集的計畫。並在2011年3月21日TV Land宣布將第三繼續訂至24集。在2012年1月12日，TV Land宣布續訂第四季。2013年3月20日，TV Land 續訂第五季。 2014年5月1日，TV Land 電視台續訂本劇第六季， 並確認第六季將會是本系列的最後一季。 最後一集在2015年6月3日播出。
本劇由Suzanne Martin (曾製作過Frasier，Ellen)創作，並且由Martin、 Sean Hayes、Todd Milliner等人擔任執行製作。由SamJen Productions公司和Hazy Mills Productions公司共同製作，TV Land電視台監製。本劇的原始創意來自於Lynda Obst，曾擔任過多部戲劇的執行製作。本劇是在洛杉磯的CBS片場，直接在現場觀眾前拍攝，使用多鏡頭拍攝手法完成。

## 故事大意
本劇描述三位住在洛杉磯工作的熟女姊妹們，搭飛機準備去巴黎遊玩時，因為飛機臨時迫降而來到克利夫蘭(美國俄亥俄州)。後來她們發現克利夫蘭的人們對她們三位的外表比較沒有像好萊塢這麼膚淺，並且也不會排斥熟女，主角之一的梅拉妮便決定在克利夫蘭租下房子，而喬伊和維多利亞也搬過來。只是萬萬想不到這棟房子多了一個超齡熟女房門愛兒卡·奧斯特洛夫斯基。於是故事就圍繞在這四個熟女的生活當中開始展開。

## 人物介紹

### 主要人物
- 梅拉妮·候普·茉莉提(Melanie Hope Moretti)(凡萊麗·柏帝內(Valerie Bertinelli) 飾演)，好萊塢知名作家，擁有一對就讀大學的兒女(威爾(Will)和珍娜(Jenna))。梅拉妮原先遭受離婚傷痛，打算藉由實踐她的書中內容(女人一定要做的200件事)，與朋友來一趟巴黎之旅。卻意外來到克利夫蘭，之後她便發覺克利夫蘭的美好之處，遂決定住下來，並租了一棟房子。[9][10]
- 瑞喬伊拉「喬伊」·斯克羅格斯(Rejoyla "Joy" Scroggs)(珍·李維斯(Jane Leeves) 飾演)，從未結過婚的眉毛美容師。在好萊塢界相當知名，有「比佛利山的眉毛女王」之稱。曾經服務過的知名客戶有歐普拉和瑞安。[9]喬伊是英國人，所以講話有英國腔，也因此常常被愛兒卡嘲笑。[9][10]她有一個兒子歐文，但是因為她在17歲的時候生的，後來送給別人收養，因此她從未見過。[11]在第一季最後，喬伊收到一封來自她兒子的訊息，但是因為颱風的關係最終無法聯繫。[12]最後她兒子在第二季的時候過來見她，雖然過程很出乎意料。在第四季的時候，歐文帶了一個非婚生兒子過來。喬伊的身材很好，腿相當修長，她也對她的身材相當有自信。
- 維多利亞·蔡斯(Victoria Chase)(溫蒂·馬立克(Wendie Malick) 飾演)，一個離過五次婚(加上喬伊是六次)的日間艾美獎(主要是指肥皂劇)得主女演員。[13]前肥皂劇女主角，演過27年的肥皂劇「Edge of Tomorrow」，但是不幸被開除。哀嘆只能飾演梅根·福克斯的奶奶或是[9][10]梅拉尼·格里菲思的媽媽。[14]在失去肥皂劇工作之後，維多利亞便擔任自由演員，曾經接過一個日本成人內褲的廣告。[15]在第一季"The Play's The Thing"這一集的時候，她幫忙一個高中生戲劇社團擔任導演，最後得到戲劇老師的職位。在第二季，維多利亞成為一個當地的新聞節目「Oh Hi, Ohio」的新聞記者，後來更成為主播。她有三個孩子，分別是兩個女兒：艾咪(Emmy)，女演員；奧斯卡(Oscar)，記者；一個兒子：東尼(Tony)，土木工程師。
- 愛兒卡·奧斯特洛夫斯基(Elka Ostrovsky)，貝蒂·懷特(Betty White) 飾演 ，屋子的看門人，波蘭裔。毒舌功夫了得。二戰時從納粹手裡逃出來之後，就非常愛喝酒。[10]第一季季末發現她的老公以前是幫黑道銷贓的人，也因此在第二季被關過。第二季最後她「過世的」老公又突然出現在她跟弗瑞德的婚禮上。愛兒卡也是劇中最受男人歡迎的角色。貝蒂·懷特原本是客串演出，但她的演出過於出色而讓製作人決定讓她變成主角之一。[16]

### 經常出現的角色
| 演員                 | 角色                           | 季   | 季   | 季   | 季   | 季   | 季   |
| 演員                 | 角色                           | 1    | 2    | 3    | 4    | 5    | 6    |
| -------------------- | ------------------------------ | ---- | ---- | ---- | ---- | ---- | ---- |
| Wayne Knight         | 瑞克(Rick)                     | 常設 | 常設 | 常設 |      | 常設 | TBA  |
| Carl Reiner          | 麥克斯(Max)                    | 常設 | 常設 | 常設 |      |      | TBA  |
| Joe Jonas            | 威爾(Will)                     | 常設 | 常設 | 常設 |      |      | TBA  |
| Juliet Mills         | 菲莉帕 (Philippa )             | 常設 |      |      | 常設 | 常設 | TBA  |
| Jennifer Love Hewitt | 愛美‧蔡斯(Emmy Chase)          |      | 常設 | 常設 |      | 常設 | TBA  |
| John Mahoney         | 洛伊(Roy)                      |      | 常設 | 常設 |      | 常設 | TBA  |
| Buck Henry           | 弗瑞德(Fred)                   |      | 常設 | 常設 |      |      | TBA  |
| James Patrick Stuart | 柯林‧庫柏(Colin Cooper)        |      | 常設 | 常設 |      |      | TBA  |
| Huey Lewis           | 強尼‧瑞爾(Johnny Revere)       | 常設 | 常設 | 常設 |      |      | 常設 |
| Susan Lucci          | 蘇珊‧露琪(Susan Lucci)         | 常設 | 常設 | 常設 |      | 常設 | 常設 |
| Jon Lovitz           | 亞提(Artie Firestone)          |      | 常設 | 常設 |      |      | TBA  |
| Michael McMillian    | 歐文(Owen)                     |      | 常設 | 常設 | 常設 | 常設 | 常設 |
| Georgia Engel        | 麥咪蘇‧強森(Mamie-Sue Johnson) |      |      | 常設 | 常設 | 常設 | 常設 |
| Jay Harrington       | 愛力克(Alec)                   |      |      |      | 常設 | 常設 | TBA  |
| Heather Locklear     | 克洛伊(Chloe)                  |      |      |      | 常設 |      | TBA  |
| Alan Dale            | 艾密特‧勞森(Emmett Lawson)     |      |      |      | 常設 |      | TBA  |
| Eddie Cibrian        | 尚恩(Sean)                     |      |      |      | 常設 |      | TBA  |
| Dave Foley           | 鮑勃偵探(Detective Bob Moore)  |      |      |      | 常設 | 常設 | 常設 |
| Craig Ferguson       | 賽門(Simon)                    |      |      |      | 常設 | 常設 | 常設 |
| Tim Daly             | 米奇(Mitch)                    |      |      |      |      | 常設 | 常設 |
| Bill Bellamy         | 包爾市議員(Councilman Powell)  |      |      |      |      | 常設 | TBA  |

- Wayne Knight 飾演瑞克(Rick) (1-2季現身)，主角們的鄰居，曾經跟喬依上床過。但是第二季的時候他喜歡上梅拉妮。
- Carl Reiner 飾演麥克斯(Max)(1-3季現身)，愛兒卡的分分合合男友，並沒有常常出現，總是在別的地方。
- Jennifer Love Hewitt 飾演愛美‧蔡斯(Emmy Chase) (2-3,5季現身)，維多利亞的女兒，也是名演員。在第五季出現時，她已經懷孕八個月並且已經取名為哈密瓜(Melon)的女兒。
- Joe Jonas 飾演威爾(Will) (season 1–3)，梅拉妮的兒子，尚在讀大學。在第6季第17集時結婚。
- Juliet Mills 飾演菲莉帕(Philippa) (1，4-至今現身)，喬伊愛批評的母親，在第六季時出現時愛上了鮑勃。
- John Mahoney 飾演洛伊(Roy)(2-3,5季現身)，一個餐廳服務生，在第二季經常與愛兒卡搭訕。在第三季開始約會，並且經歷過很多冒險，包括跳傘。最終因為洛伊的母親不贊成而分手。在第五季現身時，是以前演員的身分，而愛兒卡希望替維多利亞拉票。
- Buck Henry 飾演弗瑞德(Fred)(2-3季現身)，愛兒卡第二季時的未婚夫。後來婚禮因為愛兒卡「去世」的老公突然現身而被迫暫停，最終還是分手。
- James Patrick Stuart 飾演柯林‧庫柏(Colin Cooper)(2-3季現身)，維多利亞在「Oh Hi, Ohio」新聞節目的主播同事，喜歡惡作劇。他在第二季到第三季的時候跟喬依有一段分分合合的關係。
- Huey Lewis 飾演強尼‧瑞爾(Johnny Revere)(1-6季現身)，知名的音樂家，曾經與維多利亞維持分合的關係多年，
- Susan Lucci 蘇珊‧露琪(1-3，5季現身)，飾演本人。與維多利亞同樣是肥皂劇演員，有競爭關係。
- Jon Lovitz 亞提(Artie Firestone)(2–3季現身)，一位精神狀態不穩定的百萬富翁。在第二季的時候，喬伊因為綠卡的問題遇上了當時露宿街頭的亞提，喬伊為了綠卡決定跟他假結婚。到了第三季，他重新回去接受藥物治療並且重新被家族接受。該角色的名字源自於辛普森一家中的Artie Ziff。
- Michael McMillian 歐文(Owen)(第2季現身至今)，喬伊的非婚生兒子，現在也有自己的兒子(也是非婚生)，叫做韋伯(Wilbur)，於第四季現身。
- Georgia Engel 飾演麥咪蘇‧強森(Mamie-Sue Johnson)(第三季出現至今)，愛兒卡的朋友，有社交障礙，不擅長說謊。第四季時曾經與愛兒卡一起經營地下藥局。
- Jay Harrington 飾演愛力克(Alec)(第四季現身至今)，梅拉妮公關公司的老闆，並且在第四季中開始交往。由於愛力克想要生小孩而梅拉妮不想，因此兩人和平分手。然而第五季時梅拉妮以為自己懷孕，便曾經回頭找愛力克，那時愛力克已經交往新的女朋友了。
- Heather Locklear 飾演克洛伊(Chloe) (第四季現身)，愛力克的前妻，也是公關公司的合夥人。
- Alan Dale 飾演艾密特‧勞森(Emmett Lawson)(第四季現身)，維多利亞於第四季時接演電影的男主角，之後開始交往。然而很快就因為稅務問題遭到逮捕。維多利亞在第四季季末與艾密特在牢裡結婚，然而他裝成維多利亞的樣子從獄中逃出。之後並利用飛機失事假死。最後維多利亞決定忘掉他。
- Eddie Cibrian 飾演尚恩(Sean) (第四季現身)，喬伊的消防員男友，之後因為興趣不合便分手。
- Dave Foley 飾演鮑勃偵探(Detective Bob) (4-6季現身)，喬伊由於大學的實習工作找到一家偵探社的老闆。鮑勃很快地展現對於喬伊的興趣，然而喬伊因為不喜歡他，所以千方百計拒絕。在第五季時，喬伊曾經改變心意，然而鮑勃卻表示他有一位加拿大的女友。第六季時兩人最終結婚。
- Craig Ferguson 飾演賽門(Simon) (4-6季現身)，喬伊的初戀對象，歐文的親生父親。由於梅拉妮先遇上賽門，最後才發現是喬伊的初戀對象。
- Tim Daly 飾演米奇(Mitch) (4-6季現身)，取代鮑勃後，喬伊的新雇主，之後成為喬伊的新男友。
- Bill Bellamy 飾演包爾市議員(Councilman Powell) (第五季現身)，一位殘障的錢俄亥俄州足球明星黑人市議員，愛兒卡宣布參選市議員時的競爭對象。

## 分集介紹
| 季數 | 季數 | 集數 | 播映日期       | 播映日期      | DVD 發行日期   | DVD 發行日期  | DVD 發行日期     | 美國收視數 (百萬) |
| 季數 | 季數 | 集數 | 首映           | 最終回        | 第1區          | 第2區         | 第4區            | 美國收視數 (百萬) |
| ---- | ---- | ---- | -------------- | ------------- | -------------- | ------------- | ---------------- | ----------------- |
|      | 1    | 10   | 2010年6月16日  | 2010年8月18日 | 2011年1月11日  | 2011年4月25日 | 2011年2月17日    | 3.12              |
|      | 2    | 22   | 2011年1月19日  | 2011年8月31日 | 2011年11月29日 | 2013年2月25日 | January 19, 2012 | 2.09              |
|      | 3    | 24   | 2011年11月30日 | 2012年6月6日  | 2012年11月27日 | 不適用        | 不適用           | 1.52              |
|      | 4    | 24   | 2012年11月28日 | 2013年9月4日  | 2013年12月3日  | 不適用        | 不適用           | 1.34              |
|      | 5    | 24   | 2014年3月26日  | 2014年9月10日 | 不適用         | 不適用        | 不適用           | 不適用            |
|      | 6    | 24   | 2014年11月5日  | 2015年6月3日  | 不適用         |               |                  |                   |

## 製作過程
「魅力克利夫蘭」是 TV Land電視台首次自製的情境喜劇(該台過去都只重播其他的影集)，本劇由肖恩·海斯成立的Hazy Mills製作公司製作，並邀請Suzanne Martin擔任編劇。本劇使用多鏡頭在CBS攝影棚裡在現場觀眾前拍攝而成。
TV Land電視台在2010年7月7日宣布續訂第二季，二十集，於2010年11月1日開始製作，並於2011年1月19日首映。在2011年2月28日，TV Land電視台續訂了第三季22集。 在2011年3月21日，TV Land電視台又宣布第三季追加至24集。 在2012年1月12日，TV Land電視台續訂了第四季。
在電視節目專訪上，貝蒂‧懷特透露她原本只出現在首集，但是後來被邀請參與固定角色。有報導指出貝蒂一集的薪水為七萬五千元美金。

## 評論
本劇播出後受到好評，溫蒂·馬立克的表演也受到讚揚。在知名評論網站Metacritic上，第一季的分數是65分。(滿分100分)

### 與黃金女郎相比
由於貝蒂·懷特曾經在1980年代的知名電視影集黃金女郎演出過，因此本劇也被認為參考黃金女郎。今天_(NBC)的 Craig Berman 曾評論本劇「相當接近過去貝蒂懷特在1980年代的知名作品，『黃金女郎』。TV Land 電視台知道要是讓現在的人看那些過去小時候看的影集大概會睡著，因此給予本劇新型態的經典作品。」 紐約時報的 Alessandra Stanley 則評論：「這是 TV Land 首次自製的情境喜劇，並不會很意外看到其他戲劇的影子，「魅力克利夫蘭」有一點歡樂酒店、歡樂一家親，有一點黃金女郎」。 The Village Voice的Michael Musto則認為溫蒂·馬立克基本上就是當代的「比特里斯·亚瑟」。而凡萊麗·柏帝內就是新的貝蒂懷特。

## 獲獎與提名
貝蒂·懷特曾因飾演Elka Ostrovsky 而入圍美國演員工會獎，並獲得該獎項。本劇主角們也曾入圍美國演員工會獎的影視演員協會喜劇類最佳整體效果獎。
2011年5月17日，TV Land電視台因為該劇終於有資格參與第63屆艾美獎競賽報名。電視台選擇報名黃金時段艾美獎最佳喜劇和喜劇類最佳女配角(為了強調是這四位的努力下才有完整性)。同時也報名技術類的獎項。
2011年7月14日，本劇入圍兩項艾美獎，其中包括Betty White入圍喜劇類最佳女配角。
在2011年12月，貝蒂·懷特拿下個人第二座美國演員工會獎的喜劇類最佳女演員。
| 協會                   | 年度 | 獎項                        | 被提名人 | 結果 | 來源   |
| ---------------------- | ---- | --------------------------- | --- | ---- | ------ |
| The Comedy Awards      | 2011 | Best Actress in a TV Comedy | 貝蒂·懷特 | 提名 | [ 34 ] |
| 艾美獎                 | 2011 | 喜劇類最佳女配角            | 貝蒂·懷特 | 提名 | [ 35 ] |
| 艾美獎                 | 2011 | 最佳藝術指導(多鏡頭戲劇類)  | Michael Andrew Hynes and Maralee Zediker (for "Sisterhood of the Traveling SPANX©", "I Love Lucci: Part Two" and "LeBron is Le Gone") | 獲獎 | [ 35 ] |
| Gracie Allen Awards    | 2011 | 喜劇類最佳女演員            | 貝蒂·懷特 | 獲獎 | [ 36 ] |
| 喜劇類最佳女演員       | 2011 | 喜劇類最佳女演員            | 貝蒂·懷特 | 獲獎 | [ 37 ] |
| 喜劇類最佳女演員       | 2011 | 喜劇類最佳整體效果獎        | 凡萊麗·柏帝內，珍·李維斯，溫蒂·馬立克與貝蒂·懷特                                                                                      | 提名 | [ 37 ] |
| People's Choice Awards | 2012 | 最受歡迎喜劇(有線電視)      | 魅力克利夫蘭 | 獲獎 | [ 38 ] |
| 美國演員工會獎         | 2012 | 喜劇類最佳女演員            | 貝蒂·懷特 | 待定 | [ 39 ] |

## 收視率
魅力克利夫蘭的首播讓TV Land獲得相當好的收視成績。平均1.9%和約200萬的收視群(25-54歲的成人)和約130萬的女性觀眾(25-54歲)。最高收視數為475萬。這是TV Land歷年來的最高紀錄。
| 季 | 播出時間 (ET/PT) | 集數 | 首播            | 首播            | 首播       | 最終回        | 最終回            | 最終回     | 電視季    | 收視數 (百萬) | 收視數 (百萬) |
| 季 | 播出時間 (ET/PT) | 集數 | 日期            | 首播收視 (百萬) | 18-49 收視 | 日期          | 最終回收視 (百萬) | 18-49 收視 | 電視季    | 收視數 (百萬) | 收視數 (百萬) |
| -- | ---------------- | ---- | --------------- | --------------- | ---------- | ------------- | ----------------- | ---------- | --------- | ------------- | ------------- |
| 1  | 星期三 10:00pm   | 10   | 六月 16, 2010   | 4.75            | 1.5        | 八月 18, 2010 | 3.40              | 0.9        | 2010      | 4.2           | 2.8           |
| 2  | 星期三 10:00pm   | 22   | 一月 19, 2011   | 2.95            | 0.7        | 八月 31, 2011 | 2.44              | 0.5        | 2011      | 2.08          | 2.8           |
| 3  | 星期三 10:00pm   | 24   | 十一月 30, 2011 | 1.94            | 0.4        | 六月 6, 2012  | 1.95              | 0.5        | 2011–2012 | 1.52          | 2.8           |
| 4  | 星期三 10:00pm   | 24   | 11月 28, 2012   | 1.70            | 0.4        | 九月 4, 2013  | 1.90              | 0.5        | 2012–2013 | TBA           | 2.8           |

## DVD發行
派拉蒙電影公司負責發行「魅力克利夫蘭」第一區DVD，並於2011年1月11日發行第一季(美國地區)。第二季於2011年11月29日發行(美國地區)。
| DVD名稱 | 第1區 發行日期                                | 第2區 發行日期                                                     | 第4區 發行日期 | 集數 | 光碟數 | 特別收錄 |
| ------- | --------------------------------------------- | ------------------------------------------------------------------ | -------------- | ---- | ------ | --- |
| 第一季  | 一月 11, 2011                                 | 四月 25, 2011                                                      | 二月 17, 2011  | 10   | 2      | 原始試播集，NG畫面，幕後花絮，「我們喜歡現在的年齡」(We Love Our Age)特輯，製作過程，維多利亞的日本尿布廣告，一集Retired at 35(TV Land電視台另一部影集)。 |
| 第二季  | 美國 – 十一月 29, 2011 加拿大 – 一月 31, 2012 | 八月 29, 2011 (第1部), 二月 25, 2013 (第2部), 二月 25, 2013 (全季) | 一月 19, 2012  | 22   | 3      | 訪談，「造訪克利夫蘭」(The Cast Visits Cleveland)，「魅力克利夫蘭布景」(On the Set of Hot in Cleveland)，TV Land電視台新影集The Exes首集。                |
| 第三季  | 十一月 27, 2012                               | 暫無                                                               | 暫無           | 24   | 3      | |
| 第四季  | 十二月 3, 2013                                | 不適用                                                             | 不適用         | 24   | 3      | "Look Who's Hot Now" 特別集 |

## 國際放映
2010年6月22日，荷蘭的電視台Endemol將放映「魅力克利夫蘭」國際版。當時CBS Television Distribution擁有美國版的版權。將會在2013年聯合播放。本劇在2010年7月5日於加拿大的CTV電視台放映；並且在7月9日在The Comedy Network電視台上映。不過只有第一季和第二季的第一部分。在2010年7月26日於澳洲的Nine Network電視台上映；並將在2010年於土耳其的CNBC-e台上映。2011年2月15日在英國和愛爾蘭的Sky Living電視台上映。德國方面，2012年將會在RTL II電視台上映。在南斯拉夫那邊，將會在2011年4月5日於FOX電視頻道上映。2011年7月9日在挪威的TV3電視台上映。2011年7月8日於南非的M-Net電視台上映。

## 備註
1. 1 2  Andreeva, Nellie. . The Hollywood Reporter (Nielsen Business Media). March 1, 2010  [June 17, 2010]. （原始内容存档于2010-03-04）.
2. 1 2  Seidman, Robert. . TV By the Numbers. November 2, 2010  [November 2, 2010]. （原始内容存档于2010-11-05）.
3. 1 2  . Deadline Hollywood. February 28, 2011  [February 28, 2011].
4. 1 2  .   [2012-01-25]. （原始内容存档于2011-03-25）.
5. 1 2  Andreeva, Nellie. . Deadline.com. January 12, 2012  [January 12, 2012]. （原始内容存档于2012-07-04）.
6. ↑  . Tvbythenumbers.zap2it.com.   [2013-07-22]. （原始内容存档于2013-05-25）.
7. ↑  . TVbytheNumbers.Zap2it.com. 2014-05-01  [2014-08-18]. （原始内容存档于2014-05-02）.
8. ↑  . Deadline.com. November 17, 2014  [November 17, 2014]. （原始内容存档于2021-05-05）.
9. 1 2 3 4  Suzanne Martin. . . 第1季. June 16, 2010. TV Land. |seriesno=和|season=只需其一 (帮助)
10. 1 2 3 4  Alessandra Stanley. . New York Times. The New York Times Company. June 15, 2010  [June 17, 2010]. （原始内容存档于2021-05-07）.
11. ↑  Hot in Cleveland Episode 2 - Who's Your Mama?" review at www.associated content.com, June 23, 2010.
12. ↑  Suzanne Martin. . . 第1季. June 23, 2010. TV Land. |seriesno=和|season=只需其一 (帮助)
13. ↑  "Susan Lucci Throws Victoria Under the Bus on 'Hot in Cleveland' (VIDEO)" 的存檔，存档日期2011-07-23. from tv.blogdig (August 19, 2010)
14. ↑  .   [2012-01-25]. （原始内容存档于2015-09-23）.
15. ↑  Victoria's Japanese Lady Pants Commercial 的存檔，存档日期2010-07-16. from TV Land (July 14, 2010)
16. ↑  Littleton, Cynthia. . Variety. Reed Business Information. March 16, 2010  [March 16, 2010]. （原始内容存档于2013-01-05）.
17. ↑  . Amazon UK.   [February 21, 2013].
18. ↑  . TVShowsOnDVD.com.   [November 17, 2012]. （原始内容存档于2012年11月9日）.
19. ↑  Lambert, David. . TVShowsOnDVD. September 3, 2013  [September 3, 2013]. （原始内容存档于2013年9月6日）.
20. ↑  . TvByTheNumbers.   [March 20, 2013]. （原始内容存档于2013-05-25）.
21. ↑  .   [2014-03-07]. （原始内容存档于2020-09-23）.
22. ↑  . TheHollywoodReporter.   [May 1, 2014]. （原始内容存档于2021-01-26）.
23. ↑  . InBaseline. The New York Times Company.   [June 18, 2010]. （原始内容存档于2011-11-15）.
24. 1 2  Rice, Lynette. . Hollywood Insider (Entertainment Weekly). June 17, 2010  [June 17, 2010]. （原始内容存档于2010-06-19）.
25. ↑  Dawidziak, Mark. . Cleveland.com. Cleveland Live, Inc. June 13, 2010  [June 18, 2010]. （原始内容存档于2018-12-04）.
26. ↑  "The Betty White Blitz: Hot in Cleveland Renewed for Season 2" 的存檔，存档日期2010-07-18.. TV Land. July 7, 2010
27. ↑  . October 15, 2010  [October 15, 2010]. （原始内容存档于2018-07-29）.
28. ↑  . GAWKER TV. August 12, 2010  [August 12, 2010]. （原始内容存档于2010年8月20日）.
29. ↑  .   [2012-01-25]. （原始内容存档于2021-03-05）.
30. ↑  Craig Berman. . Today. July 13, 2010.
31. ↑  Alessandra Stanley. . The New York Times. June 15, 2010  [April 2, 2011]. （原始内容存档于2021-05-07）.
32. ↑  Michael Musto. . The Village Voice. June 24, 2010  [June 2, 2011]. （原始内容存档于2011年5月16日）.
33. ↑  .   [2012-01-25]. （原始内容存档于2012-03-18）.
34. ↑  .   [2012-01-25]. （原始内容存档于2013-09-28）.
35. ↑   (PDF).   [2012-01-25]. （原始内容存档 (PDF)于2012-10-01）.
36. ↑  .   [2012-01-25]. （原始内容存档于2011-03-02）.
37. ↑  .   [2012-01-25]. （原始内容存档于2015-09-05）.
38. ↑  .   [2012-01-25]. （原始内容存档于2011-07-21）.
39. ↑  .   [2012-01-25]. （原始内容存档于2011-12-19）.
40. ↑  . Tvbythenumbers.zap2it.com. June 17, 2010  [November 17, 2012]. （原始内容存档于2012-10-22）.
41. ↑  Seidman, Robert. . The Nielsen Company (TV by the Numbers). August 19, 2010  [August 19, 2010]. （原始内容存档于2010-08-23）.
42. ↑  . TVbytheNumbers.   [February 23, 2012]. （原始内容存档于2010-08-29）.
43. ↑  . TVbytheNumbers. March 20, 2013  [July 20, 2013]. （原始内容存档于2013-05-25）.
44. ↑  Gorman, Bill. . TV by the Numbers. January 20, 2011  [January 21, 2011]. （原始内容存档于2012-07-04）.
45. ↑  Gorman, Bill. . TV by the Numbers. September 1, 2011  [September 2, 2011]. （原始内容存档于2012-07-07）.
46. ↑  . Tvbythenumbers.zap2it.com. December 1, 2011  [November 17, 2012]. （原始内容存档于2012-04-16）.
47. ↑  . Tvbythenumbers.zap2it.com. June 7, 2012  [November 17, 2012]. （原始内容存档于2012-09-16）.
48. 1 2  Bibel, Sara. . TV by the Numbers. November 29, 2012  [November 30, 2012]. （原始内容存档于2012-12-17）.
49. 1 2  . TV by the Numbers. September 5, 2013  [September 5, 2013]. （原始内容存档于2013-09-08）.
50. ↑  . TVShowsOnDVD.com. May 25, 2007  [February 23, 2012]. （原始内容存档于2011年11月14日）.
51. ↑  . TVShowsOnDVD.com.   [February 23, 2012]. （原始内容存档于2011年12月20日）.
52. ↑  . Ezydvd.com.au. February 17, 2011  [February 23, 2012]. （原始内容存档于2011年4月15日）.
53. ↑  . Amazon.co.uk.   [November 17, 2012].
54. ↑  . Amazon.co.uk.   [November 17, 2012].
55. ↑  .   [2012-06-25]. （原始内容存档于2013-07-25）.
56. ↑  . TVShowsOnDVD.com.   [November 17, 2012]. （原始内容存档于2012年11月9日）.
57. ↑  . TVShowsOnDVD.com. September 3, 2013  [September 10, 2013]. （原始内容存档于2013年9月6日）.
58. ↑  Andreeva, Nellie. . Deadline (Mail.com Media). June 22, 2010  [June 22, 2010]. （原始内容存档于2013-10-20）.
59. ↑  "Exclusive: CTD Hot for TV Land's 'Hot in Cleveland'" （页面存档备份，存于） from Broadcasting & Cable (December 14, 2011)
60. ↑  Vlessing, Etan. . The Hollywood Reporter (Nielsen Business Media). June 24, 2010  [July 7, 2010]. （原始内容存档于2013-01-26）.
61. ↑  http://www.skyprogrammeinformation.co.uk/download.asp?file=February%20Sky%20Living.pdf%5B%5D
62. ↑  .   [2012-01-25]. （原始内容存档于2011-12-20）.
63. ↑  .   [2012-01-25]. （原始内容存档于2012-01-19）.
64. ↑  .   [2011-05-31]. （原始内容存档于2011-07-28）.

## 外部連結
- 官方网站
- 互联网电影数据库（IMDb）上《魅力克利夫蘭》的资料（英文）
- Episode guide （页面存档备份，存于） at TVGuide.com
- Fandom上的更多相关：Hot in Cleveland